# Hala Skrzyczeńska

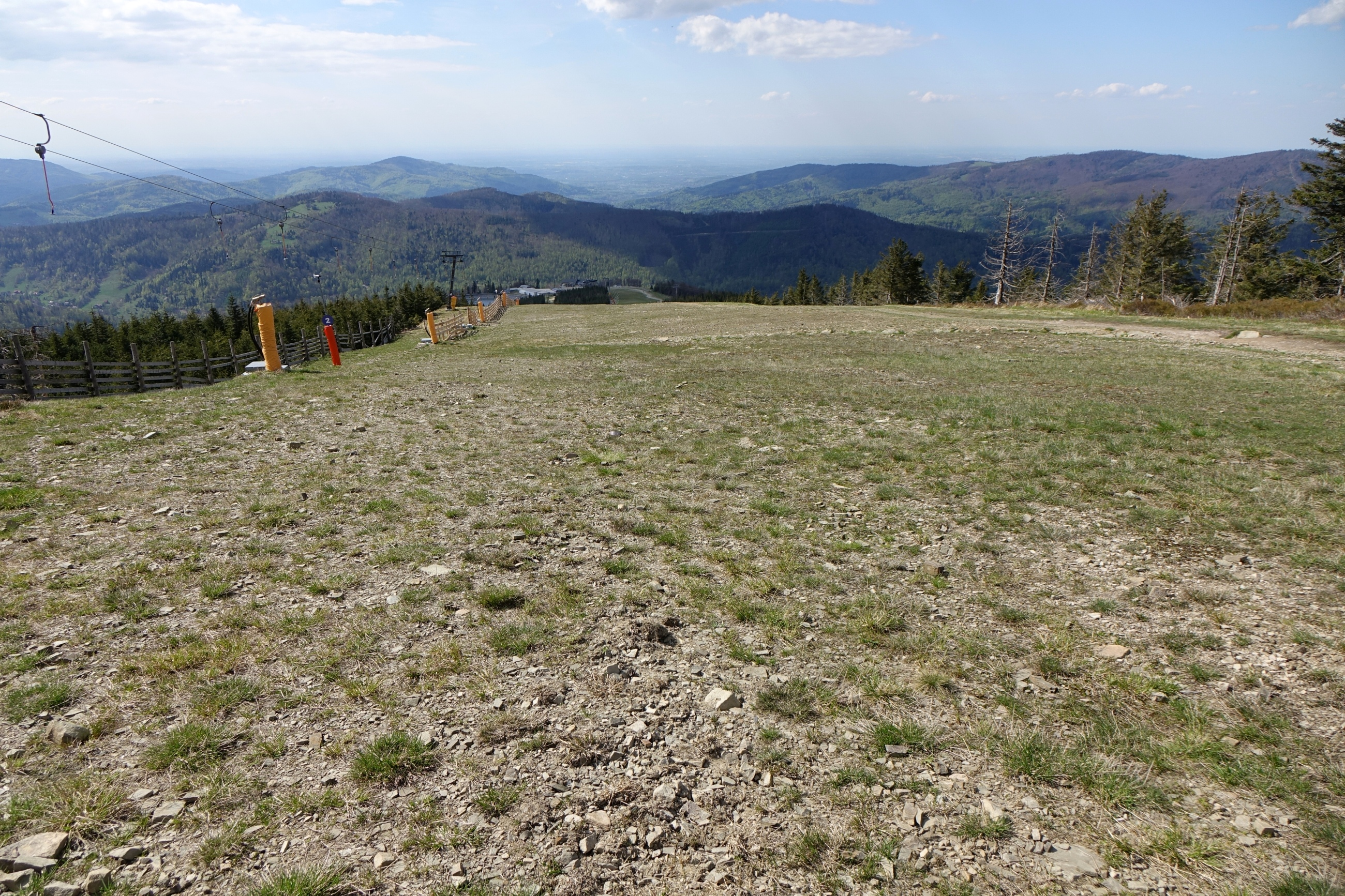
Górna część hali

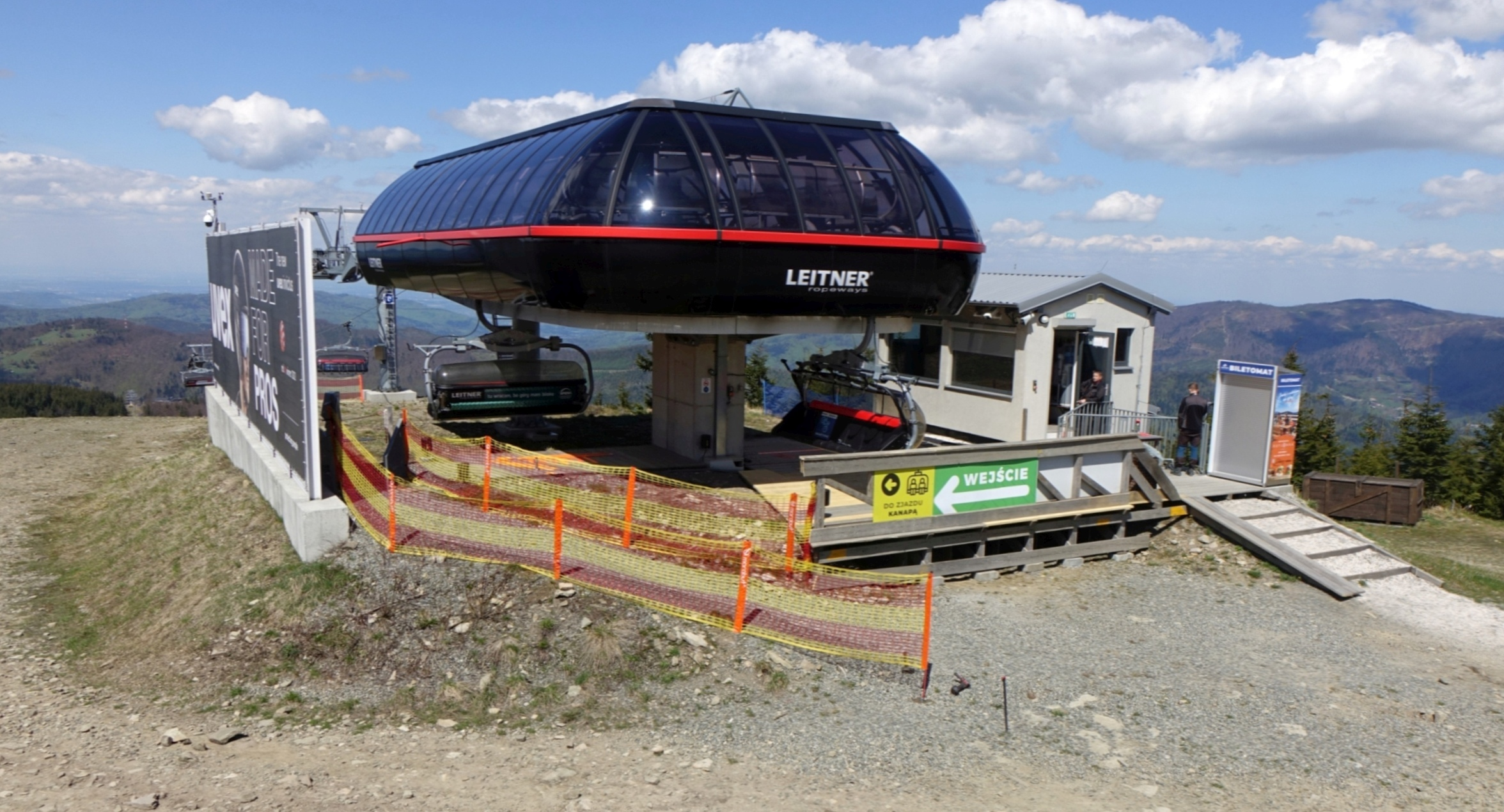
Górna stacja wyciągu na Małym Skrzycznym

Hala Skrzyczeńska – położona na wysokości ok. 1000 m n.p.m. hala w Beskidzie Śląskim, w granicach administracyjnych Szczyrku. Górą podchodzi pod wierzchołek Małego Skrzycznego.
Do II wojny światowej Hala Skrzyczeńska była jednym z centrów beskidzkiego szałaśnictwa i należały do niej również sąsiednie polany, obecnie zarośnięte lasem. Obecnie jest to najbardziej nasycony infrastrukturą i największy w Polsce ośrodek narciarski o nazwie Szczyrk Mountain Resort (dawniej Ośrodek Narciarski Czyrna-Solisko). Jest czynny cały rok.

## Koleje i wyciągi
Infrastrukturę narciarską hali stanowią:
- kolej gondolowa A1 ze Szczyrku (gondola 10-osobowa),
- kolej krzesełkowa B1 z Soliska (krzesła 6-osobowe),
- wyciąg orczykowy C1 z Czyrnej,
- wyciąg orczykowy C2 z Czyrnej,
- wyciąg orczykowy C3 na Małe Skrzyczne,
- wyciąg orczykowy C4 na Małe Skrzyczne[3].

Na hali kończą i rozpoczynają się liczne trasy narciarskie.